# Magnus Aurivillius (zoolog)
Sven Magnus Aurivillius, född 12 augusti 1892 i Stockholm, död 4 mars 1928 i Mörby, var en svensk marinzoolog och medlem av släkten Aurivillius. 
Magnus Aurivillius var son till entomologen Christopher Aurivillius och Agnes Danielsson. Han studerade vid Stockholms högskola och avlade filosofisk ämbetsexamen och filosofie licentiatexamen vid Uppsala universitet, varefter han flyttade till Bohuslän, där han fick tjänst som föreståndare vid Kristinebergs zoologiska station. Han avled 35 år gammal och hade då inte hunnit disputera. Den avhandling han skrev, publicerades postumt 1931 av Vetenskapsakademien, och handlar om japanska gorgonarier från Sixten Bocks expedition 1914.
Aurivillius var ogift. Han är begraven på Solna kyrkogård.